# 장경환 (축구인)
장경환(1924년 12월 15일 ~ 2001년 5월 5일)은 대한민국의 전 축구 선수 및 전 지도자로 1967년과 1979년에는 대한민국 대표팀 감독을 맡은 뒤 1973년에는 네팔 대표팀의 감독으로 파견되었고 1985년에는 미얀마 대표팀 감독을 역임하였으며 그 후 KBS의 축구 해설자로 활약하였다.